# شيلي كرافت
شيلي كرافت (بالإنجليزية: Shelley Craft)‏ هي مقدمة تلفزيونية وممثلة أسترالية، ولدت في 21 يونيو 1976 في بريزبان في أستراليا.

## وصلات خارجية
- شيلي كرافت على موقع IMDb (الإنجليزية)
- شيلي كرافت على موقع ميوزك برينز (الإنجليزية)